# لنگنبرگ، ساسکاچوان
لنگنبرگ، ساسکاچوان (به انگلیسی: Langenburg, Saskatchewan) یک منطقهٔ مسکونی در کانادا است که در ساسکاچوان واقع شده‌است. لنگنبرگ ۱٬۱۶۵ نفر جمعیت دارد.